# Cerkiew Trójcy Świętej w Niżnym Nowogrodzie
Cerkiew Trójcy Świętej – cerkiew prawosławna w Niżnym Nowogrodzie, w dzielnicy Wysokowo (pierwotnie samodzielnej miejscowości).
Budowla została wzniesiona w latach 1801–1815 według projektu Iwana Mieżeckiego. Była to druga z kolei świątynia prawosławna w osobnej ówcześnie miejscowości Wysokowo, od 1672 należącej do metropolitów nowogrodzkich i mieszczącej ich rezydencję. Inicjatorem wzniesienia obiektu był właśnie metropolita niżnonowogrodzki Beniamin (Krasnopiewkow). Gotową świątynię poświęcił jego następca na katedrze, Mojżesz (Blizniecow-Płatonow).
Cerkiew jest nieprzerwanie czynna od momentu poświęcenia. W budynku, oprócz głównego ołtarza Trójcy Świętej, znajduje się ołtarz boczny pod wezwaniem Opieki Matki Bożej. Szczególną czcią otaczane są przechowywane w świątyni ikony Chrystusa Zbawiciela, Matki Bożej oraz św. Mikołaja z Miry, jak również krzyż przeniesiony do Niżnego Nowogrodu z Monasteru Sołowieckiego.
Obiekt wzniesiony jest na planie kwadratu z dzwonnicą, nakryty pięcioma cebulastymi kopułami na niskich bębnach.